# کاشتن وارهولم
کاشتن وارهولم (به نروژی: Karsten Warholm) (زادهٔ ۲۸ فوریهٔ ۱۹۹۶) دوندهٔ سرعت اهل نروژ است. از افتخارات وی می‌توان به کسب مدال طلای دو ۴۰۰ متر بامانع در مسابقات جهانی دو و میدانی ۲۰۱۷ لندن و ۲۰۱۹ دوحه اشاره کرد.
کاشتن وارهولم در سال ۲۰۱۹ با ثبت زمان ۴۷٫۳۳ ثانیه در ۴۰۰ متر بامانع، رکورد اروپا را ۰٫۰۴ ثانیه بهبود بخشید. در همین سال، وارهولم با ثبت زمان ۴۵٫۰۵ در دو ۴۰۰ متر داخل سالن، با رکورد اروپا برابری کرد.
کاشتن وارهولم در سال ۲۰۲۱ با ثبت زمان ۴۶/۷۰ ثانیه رکورد جهانی را در دوی ۴۰۰ متر با مانع شکست.
وارهولم در مسابقات لیگ الماس لندن، با ثبت زمان ۴۷٫۱۲ رکورد خود و اروپا را بهبود بخشید.
در ادامهٔ رکوردشکنی‌های سال ۲۰۱۹، وارهولم در مسابقات لیگ الماس زوریخ، با ثبت زمان ۴۶٫۹۲ به دومین دوندهٔ سریع تاریخ در دو ۴۰۰ متر بامانع لقب گرفت.